# Bruce Campbell
Bruce Lorne Campbell (Royal Oak, Michigan, 22. lipnja 1958.) američki je glumac, filmski producent, pisac i redatelj. Najpoznatiji je po ulozi Asha Williamsa u filmskom horror serijalu Zli mrtvi (en. The Evil Dead). Campbell je ikona B-filma i glasnogovornik i predstavnik Old Spicea.

## Biografija

### Privatni život
Campbell je rođen u Royal Oaku, Michigan kao dijete Joanne Louise Pickens i Charlesa Newtona Campbella, amaterskog glumca. Ima starijeg brata, Dona, te starijeg polubrata Michaela. Campbell živi na farmi lavande u Jacksonvilleu, Oregon, sa ženom, kostimografinjom Idom Gaeron. Ima škotsko naslijeđe.
Glumiti počinje kao tinejdžer i ubrzo snima male Super 8 filmove s prijateljima. Nakon susreta sa Samom Raimijem u Wylie E. Groves srednjoj školi njih dvoje postaju dobri prijatelji i počinju snimati filmove zajedno. Campbell je pohađao sveučilište Western Michigan i usput nastavio raditi na glumačkoj karijeri.

### Velike filmske uloge
Nekoliko godina kasnije, Campbell i Raimi se okupljaju te počinju raditi na Zlim mrtvima. Campbell je glumio i radio iza kamere kao ko-producent; Raimi je pisao scenarij, režirao i producirao. Četiri godine kasnije film dobiva kultni status u Ujedinjenom Kraljevstvu što dovodi do uspjeha u SAD-u te dva nastavka - Zli mrtvi 2 i Vojska mraka (en. Army of Darkness). 
Campbellova najpoznatija uloga je upravo Ashley J. "Ash" Williams, glavni protagonist serijala Zli mrtvi. Campbell je također igrao mnogo cameo uloga u Raimijevim kasnijim projektima, među kojima su najpoznatiji Darkman i Spider-Man filmski serijal. 
Campbell često prihvaća uvrnute, netipične uloge, poput Elvisa Presleyja u filmu Bubba Ho-Tep, te u filmovima koji idu samo u DVD ili TV distribuciju. Uz Bubba Ho-Tep, Campbell je glumio sporednu ulogu u filmu Sky High iz 2005. godine. Upravo je završio snimanje filma My Name Is Bruce, za kojega je napisao scenarij te ga režirao. Također je narator u Spider-Man serijalu videoigara.

### Audicije
Campbell je trebao imati glavnu ulogu u Darkmanu, ali nakon inzistiranja studija ulogu dobiva Liam Neeson. Campbell je ostao iza scene, te odradio dodatne zvučne snimke i dobio manju ulogu na samom kraju filma, naslovljenu u odjavnoj špici kao "Final Shemp". Također je bio jedan od glavnih izbora za ulogu u filmu The Phantom, viskobudžetne filmske adaptacije istoimenog stripa Leeja Falka koju je na kraju dobio Billy Zane.
Među ostalim ulogama u kojima se trebao pojaviti je i ona koju je dobio Dylan Walsh u filmu Congo, dok je Campbell imao manju sporednu ulogu.

### Cameo uloge
Campbell se često pojavljuje u cameo ulogama u filmovima različitih žanrova, često bizarnim komedijama ili horrorima. Najpoznatije cameo uloge svakako su one iz popularnog filmskog serijala Spider-Man. U prvom nastavku igra ulogu hrvačkog najavljivača koji Petera Parkera nazove "The Amazing Spider-Man". U drugom nastavku pojavljuje se u ulozi vratara u kazalištu Dylana Reida, koji kritizira izgled Petera Parkera odbivši ga pustiti u kazalište što uzrokuje Peterovo nepojavljivanje na zakazanom spoju s Mary Jane. Campbell je jako ponosan na ovu ulogu, te kaže kako je on jedini negativac koji se suprotstavio Spider-Manu i izvukao nekažnjeno. U trećem nastavku glumi šefa sale u otmjenom restoranu koji pomaže Peteru da zaprosi Mary Jane.
Campbell ima Cameo ulogu u Aqua Teen Hunger Force Colon Movie Film for Theaters kao Chicken Bittle. Također se pojavljuje kao poremećeni plastični kirurg u filmu Bijeg iz L.A.-a Johna Carpentera. Pojavio se i u nekoliko manjih uloga u filmovima braće Coen. U Fargu možemo ga vidjeti na televizijskom prijamniku u skloništu otmičara, u ulozi u sapunici Generations na čijem je snimanju upoznao svoju prvu ženu.

### Stil i osobnost
Campbellu najbolje leže pretjerane macho uloge poput već spomenutog Asha iz The Evil Dead serijala, kojega je on sam nazvao "idiotom i budalom poput nas ostalih." Njegov stil i odabir uloga je parodiran u filmu Majestic gdje igra ulogu neustrašivog istraživača Rolanda u B-filmu Sand Pirates of Sahara, čiji je scenarij napisao filmski lik Jima Carreya. 
Campbell je poznat po tzv. "obrnutoj glumi", filmskoj tehnici koju često koristi Sam Raimi gdje se akcijske scene snimaju u redoslijedu obrnutom od onoga kako se prikazuju na filmu. Campbell daje savjete kako uspjeti u filmskoj industriji na svojoj službenoj web stranici.
Campbell je postao toliko popularan na intenetu da ima i svoju vlastitu stranicu u "Chuck Norris Facts" stilu stvorenu od strane fanova.

### Televizija i videoigre
Izvan filma, Campbell se pojavio u mnogo televizijskih serija. Imao je naslovnu ulogu u Adventures of Brisco County, Jr., SF vestern komediji autora Jeffreya Boama i Carltona Cusea, koji su kasnije napisali scenarij za ABC-evu seriju Lost.
Druga velika uloga u nekoj seriji je ona u Jack of All Trades, smještenoj na izmišljenom otoku kojega su okupirali Francuzi 1801. godine. Igra ulogu američkoga špijuna prerušenoga u križara znanog kao "The Daring Dragoon". Campbell je bio pomoćnik izvršnoga producenta, a seriju je režirao Eric Gruendemann dok su je producirali razni individualci, uključujući Sama Raimija. Serija se emitirala dvije sezone, od 2000. do 2001. godine. 
Imao je i povremenu ulogu u seriji Lois & Clark: The New Adventures of Superman tijekom 90-ih, kao negativac Billy Church.
Tijekom 1996/1997 godine igra ulogu kao gost-glumac u seriji Ellen kao Ed Billik, koji postaje Ellenin šef nakon što proda svoju knjižaru u četvrtoj sezoni.
Poznat je i po ulozi Autolycusa, kralja lopova u serijalu Hercules: The Legendary Journeys i Xena: Warrior Princess. Također je i režirao nekoliko epizoda Herculesa i Xene, uključujući i zadnju epizodu Herculesa.
Zapaženu dramsku gost-ulogu je imao i u serijalu Homicide: Life on the Street, kao detektiv pogođen tugom koji traži osvetu za ubojstvo svoga oca.
Ironično, iako je u to vrijeme odlučio posvetiti karijeru dramskim ulogama, Campbell nije išao na audiciju za ulogu. Producent serije Tom Fontana Campbellov je fan i nazavao ga je telefonom upitavši ga želi li gostovati u seriji.
Campbell kasnije igra ulogu demona u epizodi Terms of Endearment serijala X-Files.
Pojavio se u ulozi Agenta Jackmana u epizodi Witch Way Now? serijala Charmed, kao i u ulozi FBI agenta u epizodi kratkotrajne serije Meet the Beetles.
Campbell posuđuje glas u nekoliko videoigara. Daje glas Ashu u posljednja tri nastavka igre serijala The Evil Dead - Evil Dead: Hail to The King, Evil Dead: A Fistful of Boomstick te Evil Dead: Regeneration, zatim u igrama Pitfall 3-D: Beyond the Jungle, Spider-Man: The Movie, Spider-Man 2 i Spider-Man 3. Također daje glas glavnom junaku u igri Tachyon: The Fringe Jakeu Loganu te Magnanimousu u Megas XLR.
Pojavio se u mnogim emisijama, uključujući serijal Robot Chicken, igrajući samoga sebe.
Campbell se pojavljuje u TV reklamama za Old Spice. Prva u nizu emitirana je u siječnju 2007. godine u kojoj Campbell raspravlja o iskustvu te onima koji ga imaju ili nemaju. Reklama završava riječima  "Experience is Everything" (Iskustvo je sve). U reklami su vidljivi motorna pila te knjiga mrtvih Necronomicon što su aluzije na Campbellovu ulogu u The Evil Dead serijalu. Druga reklama prikazuje se od proljeća 2007. u kojoj Campbell svira lounge verziju pjesme Hungry Like The Wolf grupe Duran Duran na glasoviru u društvu pet atraktivnih djevojaka.
Dana 28. lipnja, 2007. godine počela se prikazivati nova serija Burn Notice na televizijskoj kući USA Network. U njoj Bruce Campbell igra ulogu bivšeg pripadnika specijalnih postrojbi Sama koji je život nakon vojske posvetio alkoholu i seksu na plaži. Planirano je 13 epizoda serije.

### Pisanje
Uz glumu i povremeno režiranje, Campbell se bavi pisanjem. Autor je autobiografije If Chins Could Kill: Confessions of a B Movie Actor, koja prati njegovu karijeru glumca u niskobudžetnim filmskim ostvarenjima. Kasnije je dodano poglavlje o prihvaćanju i reakciji fanova na potpisivanju knjige.
Campbell je napisao knjigu Make Love! The Bruce Campbell Way, komičnu novelu s njime kao glavnim junakom koji pokušava ostvariti karijeru filmskog glumca. Knjiga je izdana i u audio obliku kao radio drama s trajanjem preko 6 sati.
Uz novele, Campbell je autor kolumne za X-Ray magazin u 2001. godini, broju popularnog strip serijala The Hire, strip adaptacije Campbellova filma Man With The Screaming Brain, a nedavno je napisao uvod knjizi Josha Beckera The Complete Guide To Low Budget Feature Film Making.

### Drugi radovi
U Starbucksovoj kampanji poznatoj kao The Way I see It, Campbell je ponudio svoj savjet tiskan na šalicama kave:
ili u grubom prijevodu:

## Filmografija

### Filmovi
| Godina | Naslov                                               | Uloga                            | Bilješke                          |
| ------ | ---------------------------------------------------- | -------------------------------- | --------------------------------- |
| 1972.  | Oedipus Rex                                          | Kreon                            |                                   |
| 1977.  | It's Murder                                          | Police Officer on bicycle        |                                   |
| 1979.  | Within the Woods                                     | Bruce                            | izvršni producent                 |
| 1979.  | Shemp Eats the Moon                                  | Shemp Malone                     | producent                         |
| 1981.  | The Evil Dead                                        | Ashley 'Ash' J. Williams         | ko-producent                      |
| 1981.  | Torro. Torro. Torro!                                 |                                  | producent                         |
| 1983.  | Going Back                                           | Brice Chapman                    |                                   |
| 1985.  | Crimewave                                            | Renaldo 'The Heel'               | ko-producent                      |
| 1985.  | Stryker's War                                        | TV voditelj                      |                                   |
| 1987.  | Evil Dead II                                         | Ashley 'Ash' J. Williams         | ko-producent                      |
| 1988.  | Maniac Cop                                           | Jack Forrest                     |                                   |
| 1988.  | The Dead Next Door                                   | Glas                             |                                   |
| 1989.  | Moontrap                                             | Ray Tanner                       |                                   |
| 1989.  | Intruder                                             | Officer Howard                   |                                   |
| 1989.  | Moontrap                                             | Ray Tanner                       |                                   |
| 1990.  | Mindwarp                                             | Stover                           |                                   |
| 1990.  | Maniac Cop 2                                         | Jack Forrest                     |                                   |
| 1990.  | Darkman                                              | Final Shemp                      |                                   |
| 1991.  | Lunatics: A Love Story                               | Ray                              | producent                         |
| 1991.  | Sundown: The Vampire in Retreat                      | Robert Van Helsing               |                                   |
| 1992.  | Waxwork II: Lost in Time                             | John Loftmore                    |                                   |
| 1992.  | Eddie Presley                                        | Asylum Attendant                 |                                   |
| 1993.  | Army of Darkness                                     | Ashley 'Ash' J. Williams         | ko-producent                      |
| 1994.  | The Hudsucker Proxy                                  | Smitty, Argus Reporter           |                                   |
| 1995.  | Congo                                                | Charles Travis                   |                                   |
| 1995.  | The Quick and the Dead                               | Wedding Shemp                    |                                   |
| 1995.  | The Demolitionist                                    | Raffle Winner                    |                                   |
| 1996.  | Tornado!                                             | Jake Thorne                      |                                   |
| 1996.  | Menno's Mind                                         | Mick Dourif, Rebel Leader        |                                   |
| 1996.  | Fargo                                                | Soap Opera Actor                 |                                   |
| 1996.  | Tornado!                                             | Jack Thorne                      |                                   |
| 1996.  | Bijeg iz L.A.-a                                      | Surgeon General of Beverly Hills |                                   |
| 1996.  | Assault on Dome 4                                    | Alex Windham                     |                                   |
| 1997.  | Running Time                                         | Carl                             |                                   |
| 1997.  | McHale's Navy                                        | Virgil                           |                                   |
| 1997.  | The Love Bug                                         | Hank Cooper                      |                                   |
| 1997.  | Missing Links                                        | Ray                              |                                   |
| 1997.  | In the Line of Duty: Blaze of Glory                  | Jeff Erickson                    |                                   |
| 1998.  | The Ice Rink                                         | Actor                            |                                   |
| 1998.  | Goldrush: A Real Life Alaskan Adventure              | Pierce Thomas 'PT' Madison       |                                   |
| 1999.  | Icebreaker                                           | Carl Greig                       |                                   |
| 1999.  | From Dusk Till Dawn 2: Texas Blood Money             | Barry                            |                                   |
| 2001.  | The Majestic                                         | Roland the Intrepid Explorer     |                                   |
| 2001.  | Hubert's Brain                                       | Thompson (glas)                  |                                   |
| 2002.  | Timequest                                            | William Roberts                  |                                   |
| 2002.  | Bubba Ho-Tep                                         | Elvis Presley/Sebastian Haff     |                                   |
| 2002.  | Spider-Man                                           | Ring Announcer                   |                                   |
| 2002.  | Terminal Invasion                                    | Jack                             |                                   |
| 2002.  | Serving Sara                                         | Gordon Moore                     |                                   |
| 2003.  | Drugs                                                | Bruce                            |                                   |
| 2003.  | Intolerable Cruelty                                  | Soap Opera Actor on TV           |                                   |
| 2004.  | Spider-Man 2                                         | Dylan Reid (Snooty Usher)        |                                   |
| 2004.  | The Ladykillers                                      | Humane Society Worker            |                                   |
| 2005.  | Alien Apocalypse                                     | Dr. Ivan                         |                                   |
| 2005.  | Man with the Screaming Brain                         | William Cole                     | redatelj, producent, ko-scenarist |
| 2005.  | Sky High                                             | Coach Boomer                     |                                   |
| 2006.  | The Woods                                            | Joe Fasulo                       |                                   |
| 2006.  | Touch the Top of the World                           | Ed Weihenmayer                   |                                   |
| 2006.  | The Ant Bully                                        | Fugax                            |                                   |
| 2007.  | Aqua Teen Hunger Force Colon Movie Film for Theaters | Chicken Bittle                   |                                   |
| 2007.  | My Name is Bruce                                     | Bruce Campbell                   | producent                         |
| 2007.  | Spider-Man 3                                         | Frenchie                         |                                   |

### Serije
| Godina        | Naslov                                       | Uloga                      | Bilješke             |
| ------------- | -------------------------------------------- | -------------------------- | -------------------- |
| 1987.         | Knots Landing                                | Joel Benson                |                      |
| 1989.         | Generations                                  | Alan Stuart                |                      |
| 1993. – 1994. | The Adventures of Brisco County, Jr.         | Brisco County, Jr.         |                      |
| 1995.         | Lois & Clark: The New Adventures of Superman | Bill Church Jr.            |                      |
| 1995.         | American Gothic                              | Lt. Drey                   |                      |
| 1995. – 1999. | Hercules: The Legendary Journeys             | Autolycus                  |                      |
| 1996.         | Homicide: Life on the Street                 | Jake Rodzinsky             |                      |
| 1996. – 1997. | Ellen                                        | Ed Billik                  |                      |
| 1996. – 1999. | Xena: Warrior Princess                       | Autolycus                  |                      |
| 1997.         | Wierd Science                                | Gene the Genie             |                      |
| 1998.         | Timecop                                      | Agent Tommy Maddox         |                      |
| 1999.         | The X Files                                  | Wayne Weinsider            |                      |
| 2000. – 2001. | Jack of All Trades                           | Jack Stiles/Daring Dragoon | izvršni ko-producent |
| 2001.         | Beggars and Choosers                         | Jack                       |                      |
| 2001.         | The Legend of Tarzan                         | Max Liebling               |                      |
| 2002.         | Charmed                                      | FBI Agent Jackman          |                      |
| 2003.         | Duck Dodgers                                 | Pork Piggler               |                      |
| 2003.         | My Life as a Teenage Robot                   | Himcules                   |                      |
| 2004.         | Megas XLR                                    | Magnaminous                |                      |
| 2006.         | The Replacements                             | Uncle Phil                 |                      |
| 2007.         | Burn Notice                                  | Sam Axe                    |                      |
| 2015.         | Ash vs. Evil Dead                            | Ashley 'Ash' J. Williams   |                      |

## Vanjske poveznice
- Službena stranica
- Stranica na imdb.com
- Bruce Campbell News Central
- Intervju na salon.com
- Intervju na hobotrashcan.com
- Kittenpants.org intervju
- Make Love the Bruce Campbell Way - Fotografije s potpisivanja knjige
- Bruce Campbell Intervju fanova
- Bruce Campbell is back!
- Pixelsurgeon Intervju
- Intervju: Bruce Campbell (Badmouth.net)
- Intervju na kanalu Sci Fi